# Битка у заливу Сачeoн
Битка у заливу Сачеон (29. маја 1592) била је победа корејанског адмирала Ји Сун Сина над јапанском морнарицом током Јапанске инвазије Кореје (1592-1598). Ова битка била је прва у низу од 4 битке током друге корејске поморске офанзиве 1592. године, која је трајала од 29. маја до 10 јуна.

## Позадина
Да би се разумео стварни однос снага у поморским биткама између Корејанаца и Јапанаца у ово време, није довољно анализирати само број ангажованих бродова: пловне карактеристике, чврстина и наоружање бродова били су од далеко већег значаја.
Јапанци су током инвазије користили две врсте ратних бродова: велике (атакебуне) и средње (секибуне). Коришћени су и мањи, помоћни бродови (кобаја), углавном за извиђање. Иако су били грађени тако да подсећају на пловеће тврђаве (палуба средњих и великих бродоба била је са све 4 стране окружена грудобранима са пушкарницама, подсећајући на дрвену кутију на бродском кориту), њихови грудобрани од дрвета, бамбуса и платна били су намењени за одбрану од стрела и аркебуза, и чак ни највећи јапански бродови типа атакебуне нису могли да издрже поготке корејских топова у борби на одстојању. Већина јапанских бродова била је типа секибуне, који су били намењени за брзу пловидбу по отвореном мору и заузимање других бродова укрцавањем и борбом прса у прса -  абордажом. Пошто су грађени за брзину, имали су уска корита и дубок газ, а грађени су од лаке кедровине и покретани на весла и једра. Већина јапанских ратних бродова није имала никакво оружје, изузев аркебуза које је носила посада: иако изврсно оружје против пешадије и коњице, аркебуза је била немоћна да пробије бокове ратног брода.
Са друге стране, корејске галије (паноксеон), главни ратни бродови краљевства Чосон, били су масивни бродови плитког газа, покретани веслима, са две палубе и високим грудобранима на горњој палуби који су штитили посаду од  хитаца и напада абордажом. Иако корејски војници нису имали аркебузе, већ само лукове, сви корејски бродови били су наоружани топовима, чији су пројектили са лакоћом пробијали бокове јапанских бродова. То је била суштинска разлика између јапанске и корејанске поморске тактике: док су Јапанци покушавали да заузму непријатељске бродове укрцавањем и борбом прса у прса, корејски бродови били су пловеће тврђаве које су потапале непријатељске бродове ватром својих топова. Осим тога, плитак газ корејских бродова омогућавао је лаку пловидбу по плитким приобалним водама и мореузима, где је вођена већина битака, где су јапански бродови дубоког газа били у неповољнијем положају. Постојало је и неколико бродова корњача, али њихов значај био је више морални него војнички.
У свим корејским поморским победама током јапанске инвазије Кореје (1592-1598) - укупно 12 битака - јапански бродови потопљени су на одстојању ватром из корејских топова док су покушавали да се приближе за укрцавање и борбу прса у прса (абордаж), чиме се могу лако објаснити минимални корејски губици: док су Јапанци у 10 битака током 1592. изгубили преко 300 бродова, Корејанци нису изгубили ниједан, а број погинулих и рањених морнара био је мали. Једина јапанска поморска победа - битка у мореузу Чилчолјанг (1597) - постигнута је тако што су корејски бродови изненађени на сидришту у уском мореузу и заузети абордажом и нападом са копна.

## Битка
Обавештајне информације да се Јапанци спремају да нападну провинцију Чола у заједничкој оперцији са копна и мора навели су корејанску морнарицу да отвори другу кампању која је трајала непрекидно једанаест дана између 29. дана петог месеца и 10. дана шестог месеца 1592. Свеукупно, морнарица је водила четири битке: у заливу Сачеон (29. дана, петог месеца), Танг-п'о (лука Танг, 1. дана шестог месеца), Танган-п'о (лука Танган, 5. дана шестог месеца), и Јул-п'о (лука Јул, 7. дана, шестог месеца). У овим окршајима, баш као и у првој кампањи, Чосон морнарица се суочила са малим бројем јапанских бродова. У првој бици код Сач'она, Ји је погођен у раме, али је успео да потопи тринаест јапанских бродова. Код Сач’он-а, Ји Сун Синов оригинални изум - брод корњача, први пут је стављен у акцију. Следећег дана у бици код луке Танг, у којој је Ји-јева флота поново преузела одлучујућу улогу, потопљено је двадесет јапанских бродова.
Четвртог дана шестог месеца, дан пре треће битке на улазу у луку Танган, флота коју је предводио Ји Ок Ки, Десни поморски командант Чола провинције, придружио се флоти Ји Сун Сина, чиме је удвостручена војна снага корејске флоте. Следећег дана, комбинована флота намамила је јапанске бродове, из флоте Като Кијомасе, усидрене у луци Танган, у замку и уништила двадесет шест бродова на мору. После битке Корејанци су одсекли 43 јапанске главе. Седмог дана комбинована флота је кренула у гоњење и потопила седам лађа у мору код луке Јул.
Јапански заповедник код луке Танг био је Камеи Шигенори, који је успео да се извуче, а код луке Јул - Китаџима Тошијаки, који је пао у боју. Јапански заповедници у осталим биткама остали су непознати.

### Губици
У боју код Сачона, Јапанци су изгубили 12 великих (атакебуне) и 1 помоћни брод, а код луке Танг 9 великих и 12 средњих (секибуне) бродова. Код луке Танган комбинована корејска флота уништила је 9 великих, 4 средња и 13 помоћних бродова, а код луке Јул 5 великих и 2 средња јапанска брода, све то без губитака са корејске стране.

## Последице
На крају је друга кампања довела до континуираног успеха у уништавању малих јапанских флота са бројем потопљених бродова од укупно шездесет седам.  Друга кампања имала је важне импликације из перспективе војне тактике: први пут Лева и Десна поморска команда провинције Чола и Десна поморска команда провинције Кјонгсанг формирале су комбиновану флоту која се показала веома успешном у следеће две битке. Корејска флота је прогонила јапанску морнарицу од обала провинције Чола до вода покрајине Кјонгсанг и потапала њихове бродове један по један.